# Amuq
Amuq (anche trascritto Amuk, Amouq o Amik) è una valle situata nella parte meridionale della Turchia, nella Provincia di Hatay, nei pressi della città di Antiochia (in turco: Antakia, l'antica Antiochia sull'Oronte).

## Descrizione
La valle, chiamata anche "piana di Antiochia", è circondata da montagne e si estende su circa 500 km2; ha forma triangolare e ai vertici del triangolo si trovano le città di Antiochia (a sudovest), Reyhanli (a sudest) e Kirikhan (a nord).
Al centro della pianura si trovava il lago di Antiochia (o Amik); esso fu prosciugato subito dopo la metà del XX secolo.

## Indagini archeologiche
Nella valle si trova una serie di notevoli siti archeologici.
I siti principali della serie (Braidwood catalogò ben 178 siti), sono Tell al-Judaidah, Tell Kurdu, Tell Açana (o Atchana), corrispondente all'antica città di Alalakh, Tell Tayinat e Tell Dhahab.
Tell Judaidah fu ispezionato da Robert J. Braidwood e scavato da C. MacEwan dell'Istituto Orientale dell'Università di Chicago negli anni trenta del XX secolo.
I risultati degli scavi archeologici effettuati in alcuni tell, principalmente Tell al-Judaidah, sono alla base della serie di Amuq, una sequenza stratigrafica che supporta la cronologia del Vicino Oriente antico a partire dal 6000 a.C..
A partire dal 1995, l'Istituto Orientale ha ripreso le attività di ricerca nella valle di Amuq.